# José Ferraz da Rocha
José Ferraz da Rocha (Rio de Janeiro, 1916 – Rio de Janeiro, 1993) foi um militar brasileiro.
Entre 29 de janeiro de 1970 e 30 de janeiro de 1972, comandou a Escola de Aperfeiçoamento de Oficiais, no Rio de Janeiro.
Foi chefe do Estado-Maior das Forças Armadas no governo João Figueiredo, de 17 de janeiro de 1980 a 26 de agosto de 1981.